# Anunciación (Cima da Conegliano)
La Anunciación es un cuadro del artista veneciano Cima da Conegliano realizada en 1495. La obra se encuentra en el Museo del Hermitage de San Petersburgo.
El tema es generosamente representado en la pintura por Leonardo Da Vinci, Simone Martini, Jan Van Eyck o Fra Angelico, entre otros.

## Curiosidades
La obra presenta una curiosa particularidad: la representación simbólica del Diablo con aspecto de mosca posado sobre el cartel colocado junto al atril de la Virgen.
Otro detalle interesante es que sirvió de motivo para un sello de Madagascar de 1988.